# Monty Berman
Pour les articles homonymes, voir Berman.
Monty Berman est un producteur, réalisateur et directeur de la photographie britannique né le 16 août 1913 et mort le 14 juin 2006. 

## Filmographie partielle

### Comme réalisateur
- 1959 : Jack l'Éventeur (Jack the Ripper) coréalisé avec Robert S. Baker
- 1961 : Les Chevaliers du démon (The Hellfire Club) coréalisé avec Robert S. Baker
- 1961 : Le Secret de Monte-Cristo (The Treasure of Monte Cristo) coréalisé avec Robert S. Baker

### Comme producteur
- 1954 : Impulse de Cy Endfield